# Tabaksaccijns
Tabaksaccijns is de verbruiksbelasting die geheven wordt over tabak en tabaksproducten. Doel ervan is het ontmoedigen van roken en het verschaffen van inkomsten aan de staat. De hoogte van de accijns is afhankelijk van het soort product: sigaren, sigaretten of rooktabak (meestal shag).

## Tabaksaccijns in de Europese Unie
In de Europese Unie (EU) is een systematiek afgesproken voor de accijns op tabaksproducten. In deze richtlijn is vastgelegd een beschrijving van de producten die onder de accijnsheffing vallen, de structuur van de heffing en de minimumtarieven die de EU lidstaten moeten hanteren. In de richtlijn staat vermeld dat de accijns een inkomstenbron is voor de overheid, maar ook dient voor de volksgezondheid.
Er worden drie productcategorieën onderscheiden: sigaretten, sigaren en rooktabak. Voor sigaretten gelden twee componenten, een specifieke heffing per eenheid en een heffing op basis van de kleinhandelsprijs of winkelprijs. Vanaf 1 januari 2014 bedroeg de totale accijns minstens 60% van de gewogen gemiddelde kleinhandelsprijs voor sigaretten, met een minimumbedrag van 90 euro per 1000 sigaretten.
Door de accijns en accijnsverhogingen is de consumptie van sigaretten binnen de EU trendmatig gedaald. In 2005 werden er nog 728 miljard sigaretten gerookt en in 2015 was dit gedaald naar 493 miljard. Aanvankelijk werd deze daling nog deels gecompenseerd door een stijging van rooktabak, maar sinds 2012 is hierin ook een lichte kentering zichtbaar. Het aandeel van illegale sigaretten, daar waar geen belasting en accijns over wordt betaald, is zo'n 10% van het totaal.

## Tabaksaccijns in Nederland
In 2023 waren de inkomsten voor de overheid uit accijns op tabak 3,129 miljard euro. In 2020 was dit 2,978 miljard euro, precies een verdubbeling ten opzichte van 2000 toen de opbrengst nog 1,59 miljard euro was. De stijging in euro's is het saldo van lagere verkopen, hogere accijnzen en inflatie. De prijsindexatie tussen 2000 en 2020 was 1,4. Waarmee de stijging effectief op 30% uitkomt.

### Sigaren, sigaretten en rooktabak
Tabaksproducten die in Nederland worden verkocht, moeten zijn voorzien van accijnszegels. Voor sigaretten wordt er een accijns geheven per sigaret en een percentage over de verkoopprijs exclusief BTW. Voor rooktabak wordt accijns geheven per kilogram tabak. Voor sigaren wordt er alleen accijns over de verkoopprijs geheven. Onder rooktabak kunnen ook andere producten vallen dan shag, zoals waterpijptabak.
De accijnstarieven voor sigaren, sigaretten en shag bedragen per 1 april 2024. De gemiddelde verkoopprijs is berekend over de voorafgaande periode voor de accijnsverandering, hetgeen de scherpe stijging van het percentage vanaf 1 april 2024 verklaart. 
| Product    | Tarief op verkoopprijs | Accijns                | Totaal accijns In % van de gemiddelde verkoopprijs |
| ---------- | ---------------------- | ---------------------- | -------------------------------------------------- |
| Sigaar     | 11,00%                 | n.v.t.                 | 11%                                                |
| Sigaretten | 5,00%                  | €362,12 per 1000 stuks | 95%                                                |
| Rooktabak  | n.v.t.                 | €346,98 per kilogram   | 110%                                               |

Hieronder een overzicht van de ontwikkeling van de tabaksaccijns op sigaretten sinds 2011:
| Datum        | Tarief op verkoopprijs | Accijns (€/1000 stuks) | Totaal accijns (€/1000 stuks) | Gemiddelde verkoopprijs (€/1000 stuks, exclusief BTW) | Totaal accijns In % van de gemiddelde verkoopprijs |
| ------------ | ---------------------- | ---------------------- | ----------------------------- | ----------------------------------------------------- | -------------------------------------------------- |
| 1 juli 2011  | 8,59%                  | 135,66                 | 156,00                        | 236,72                                                | 65,9%                                              |
| 1 april 2012 | 7,57%                  | 138,23                 | 157,28                        | 241,74                                                | 65,1%                                              |
| 1 jan. 2013  | 3,13%                  | 167,84                 | 175,71                        | 251,74                                                | 69,8%                                              |
| 1 april 2013 | 2,36%                  | 169,86                 | 176,11                        | 264,62                                                | 66,6%                                              |
| 1 april 2014 | 0,95%                  | 173,97                 | 176,75                        | 291,91                                                | 60,5%                                              |
| 1 jan. 2015  | 0,95%                  | 173,97                 | 181,49                        | 291,91                                                | 62,2%                                              |
| 1 april 2015 | 1,09%                  | 178,28                 | 181,53                        | 296,83                                                | 61,2%                                              |
| 1 april 2016 | 0,83%                  | 179,07                 | 181,58                        | 302,50                                                | 60,0%                                              |
| 1 jan. 2017  | 5,00%                  | 166,46                 | 181,59                        | 307,89                                                | 59,0%                                              |
| 1 april 2018 | 5,00%                  | 173,10                 | 188,99                        | 309,45                                                | 61,1%                                              |
| 1 jan. 2019  | 5,00%                  | 175,20                 | 191,28                        | 318,90                                                | 60,0%                                              |
| 1 jan. 2020  | 5,00%                  | 180,32                 | 196,99                        | 318,90                                                | 61,8%                                              |
| 1 april 2020 | 5,00%                  | 219,25                 | 238,31                        | 324,47                                                | 73,4%                                              |
| 1 jan. 2021  | 5,00%                  | 223,82                 | 243,25                        | 357,92                                                | 68,0%                                              |
| 1 jan. 2022  | 5,00%                  | 223,82                 | 243,25                        | 378,19                                                | 64,3%                                              |
| 1 april 2023 | 5,00%                  | 271,07                 | 293,58                        | 377,80                                                | 77,8%                                              |
| 1 april 2024 | 5,00%                  | 362,12                 | 390,42                        | 413,32                                                | 94,5%                                              |

### Pruimtabak en snuiftabak
Omdat pruim- en snuiftabak niet zijn bedoeld om te roken, worden deze niet belast met accijns. Per 1 januari 2013 is ook de verbruiksbelasting op deze producten opgegeven. Voor verkoop in Nederland hoeven er zowel geen accijns- als belastingzegels op de verpakking van pruim- en snuiftabak zijn aangebracht.

### Tarieven op Bonaire
De accijnstarieven voor sigaren, sigaretten en shag bedragen per 1 januari 2011:
| Product                                                                      | Accijns               |
| ---------------------------------------------------------------------------- | --------------------- |
| Op Bonaire vervaardigde sigaretten                                           | $5,34 (per 100 stuks) |
| Op Bonaire in licentie vervaardigde sigaretten van een niet-Bonairiaans merk | $7,01 (per 100 stuks) |
| Ingevoerde sigaretten                                                        | $8,69 (per 100 stuks) |
| Sigaren                                                                      | $9,78 (per 100 stuks) |
| Cigarillo's (sigaren lichter dan 3 gram per stuk)                            | $4,89 (per 100 stuks) |
| Rooktabak                                                                    | $30,- (per kilogram)  |